# Horst (imię)
Horst – imię męskie pochodzenia niemieckiego. 
Imię to pochodzi z języka średnio-wysoko-niemieckiego, w którym wyraz brzmiący hurst (liczba mnoga hürste) miał znaczenie „krzewy, krzaki, zarośla, gąszcz, gęstwina”. Pierwotnie zatem imię to mogło znaczyć „człowiek z lasu”.
W roku 2001 imię Horst nosiło w Polsce 2759 mężczyzn, spośród których ok. 1600 mieszkało w Katowickiem i Opolskiem. Było to w tymże roku 402. najczęstsze imię polskie (licząc ogółem imiona męskie i żeńskie).
Horst imieniny obchodzi 12 października.

## Znane osoby noszące imię Horst
- Horst Bienek – pisarz niemiecki
- Horst Buchholz – aktor niemiecki
- Horst Köhler – polityk niemiecki, prezydent tego kraju w latach 2004–2010
- Horst Störmer – niemiecki fizyk, laureat Nagrody Nobla w 1998 r.

inne artykuły i przekierowania do artykułów zaczynające się od imienia Horst 